# Llinda de Can Collell de Mont
La Llinda de Can Collell de Mont és una obra de Santa Pau (Garrotxa) inclosa a l'Inventari del Patrimoni Arquitectònic de Catalunya.

## Descripció
Can Collell de Mont és una casa situada al peu de la carretera comarcal Gi-524 d'Olot a Banyoles per Mieres i Santa Pau. Conserva la llinda amb la següent inscripció: PER FERMAN + ÇACESOLPATI- CI FERMANÇA FAS TUPACARAS ME FECITCIRO NM CLOTAYCOLLELL DEMON ANY	17 35.

## Història
No es conserva cap notícia documental de l'església de Santa Llúcia i les seves rodalies. Molt possiblement l'església i la casa estaven aixecades ran del vell camí que comunicava Emporium i la Vall de Bas. Així ho confirmarien les troballes de diferents enterraments, tapats amb lloses i amb teules als punts d'unió. Les grans onades nummulítiques que travessen aquests terrenys han donat peu a que la gent de les rodalies parli de "dinerets de Santa Pau" o "Ulls de Santa Llúcia" quan fan referència als fòssils vegetals i animals.